# Hu Jia (saltador)
Hu Jia (Wuhan, 10 de janeiro de 1983) é um saltador chinês, campeão olímpico.

## Carreira
Ele competiu nos Jogos Olímpicos de Verão de 2004 em Atenas e venceu a prova masculina de plataforma de 10 metros com a pontuação total de 748.08. Além disso, conquistou duas medalhas de prata na edição anterior, em Sydney, nas disputas individual e sincronizado. Em 2013, casou-se com a nadadora Luo Xi.